# Torre delle Polveri
La Torre delle Polveri o Torre Polveriera (in ted. Pulverturm o Burgruine Ortenstein) è un'architettura militare storica altoatesina (Bergfried) che si trova nel comune di Merano.

## Storia
Si ipotizza una sua origine legata al periodo della dominazione romana, ed in quel caso probabilmente venne utilizzata come torre di guardia. Nel medioevo venne rinforzata con un secondo muro costruito attorno al precedente.
Notizie storiche più documentate parlano di un antico castello di Ortenstein che fu costruito nel XIII secolo dai conti del Tirolo e distrutto in seguito a varie campagne militari, con la torre unica testimone residua di quel maniero. Il mastio poi venne inglobato nel 1629 nella cinta muraria della città ed è questa l'unica parte residua dell'antico castello che fu usato nel XVII e nel XVIII secolo come deposito di polveri. Da quest'ultimo utilizzo ne deriva il nome attuale. Tra la torre e la sponda destra del torrente Passirio si conserva un tratto delle mura originali.

## Aspetti architettonici
La torre è il mastio di un castello costruito nel medioevo, il castello di Ortenstein, già citato nella prima metà del XIV secolo. In tempi recenti l'accesso è stato ricavato in una porta con arco a tutto sesto che si trova a circa 4 metri di altezza rispetto alla base. Presenta varie strette feritoie che si possono vedere salendo lungo la scala interna in metallo. La parte superiore è ornata da merli ampi e distanziati.

## Aspetti paesaggistici e naturalistici

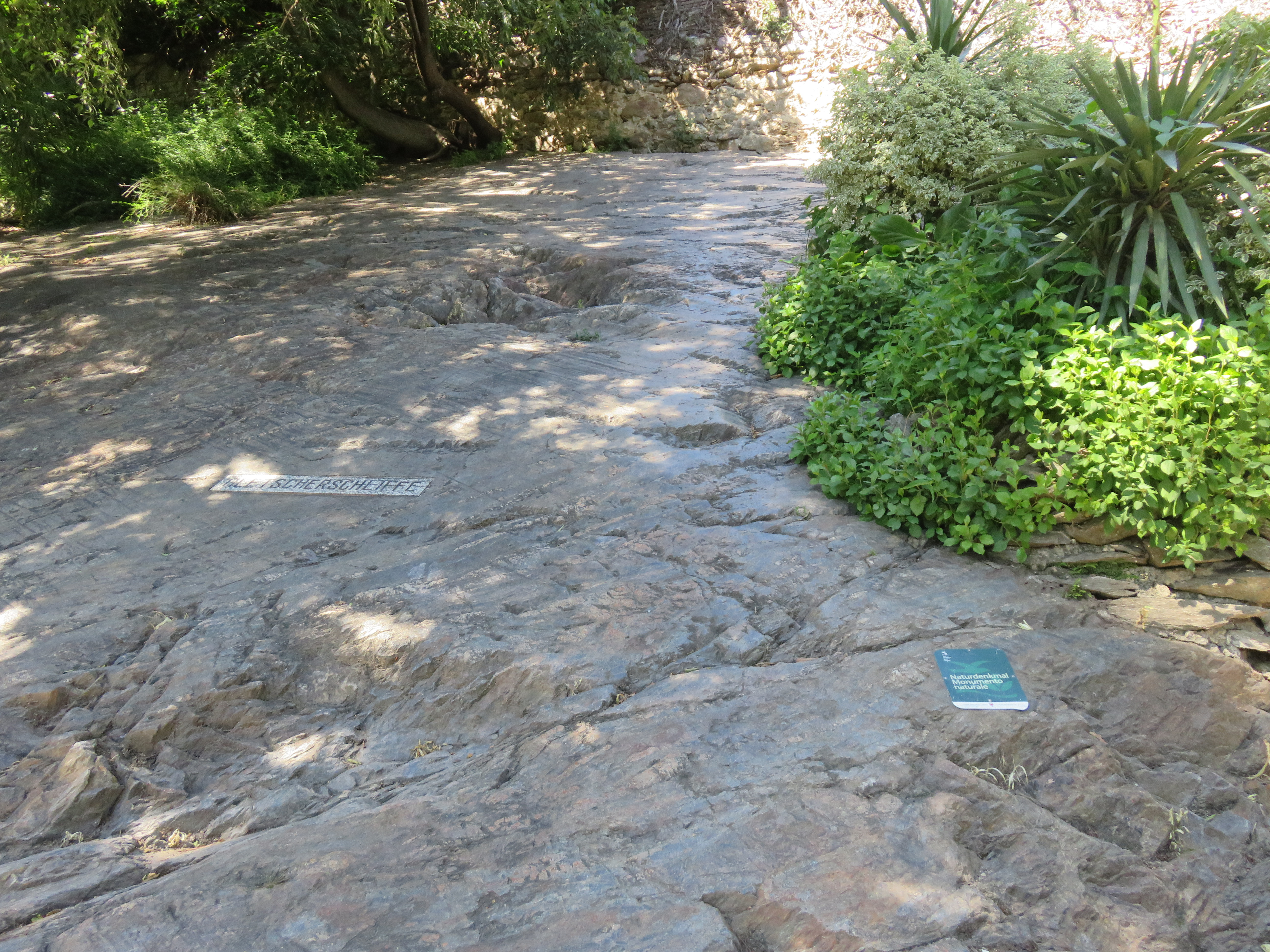
Merano, Monumento naturale. Effetti dello scorrimento dei ghiacciai, durante la glaciazione di Würm

Percorrendo il sentiero della Passeggiata Tappeiner si raggiunge la torre attraversando punti panoramici che permettono di spaziare sulle valli dell'Adige e del Passirio, passando vicino al ponte romano. Dopo aver salito le scale metalliche interne dell'antica struttura militare di avvistamento e difesa si arriva a circa 12 metri dal suolo e si gode di un notevole panorama.
A poca distanza dalla torre, sulla passeggiata, si può ammirare un monumento naturale costituito da rocce levigate dall'azione dei ghiacciai durante l'ultima glaciazione.

## Galleria d'immagini

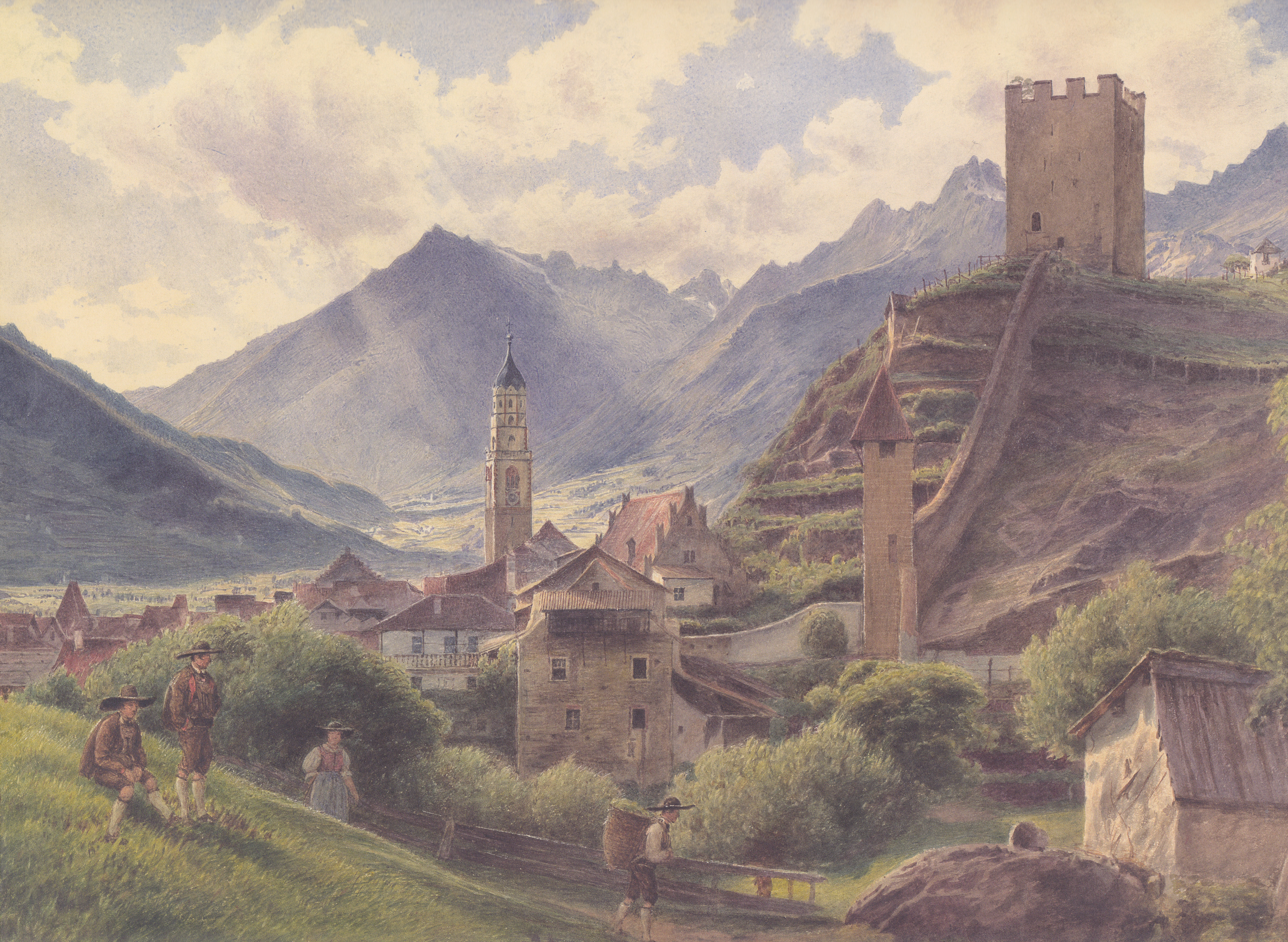
Vista su Merano, Jakob Alt, 1845
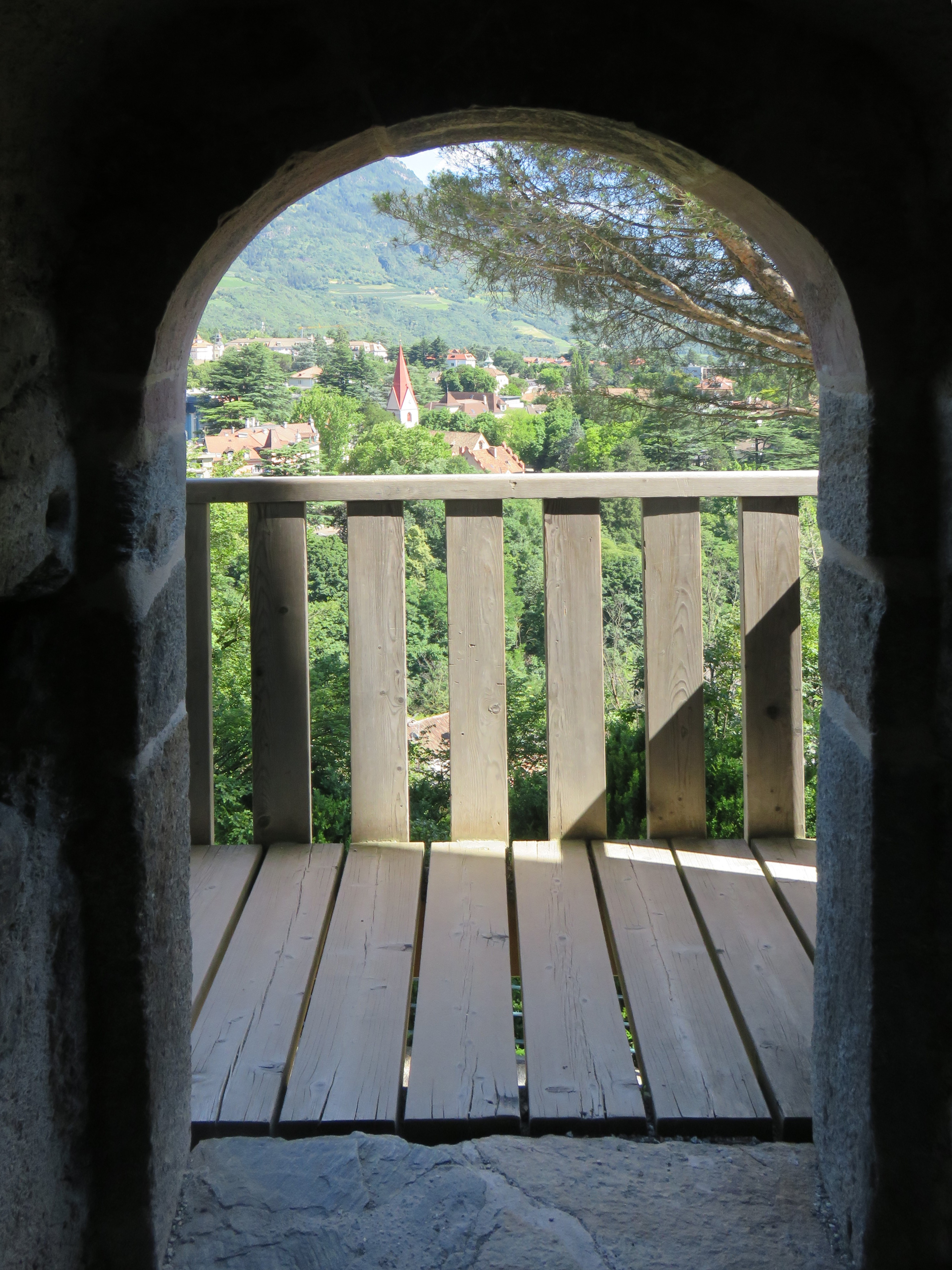
Torre delle Polveri, accesso alla torre
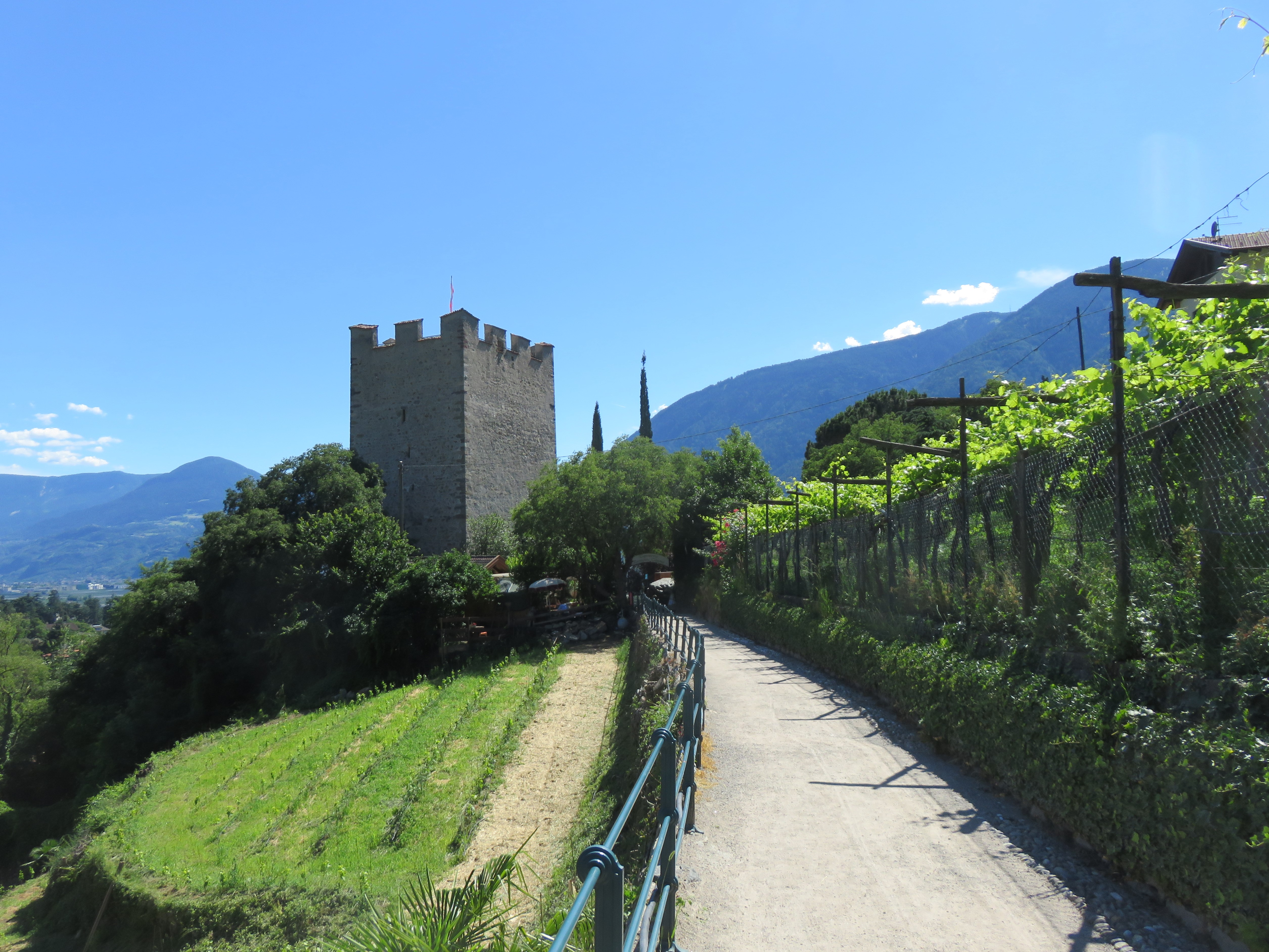
Passeggiata nei pressi della torre
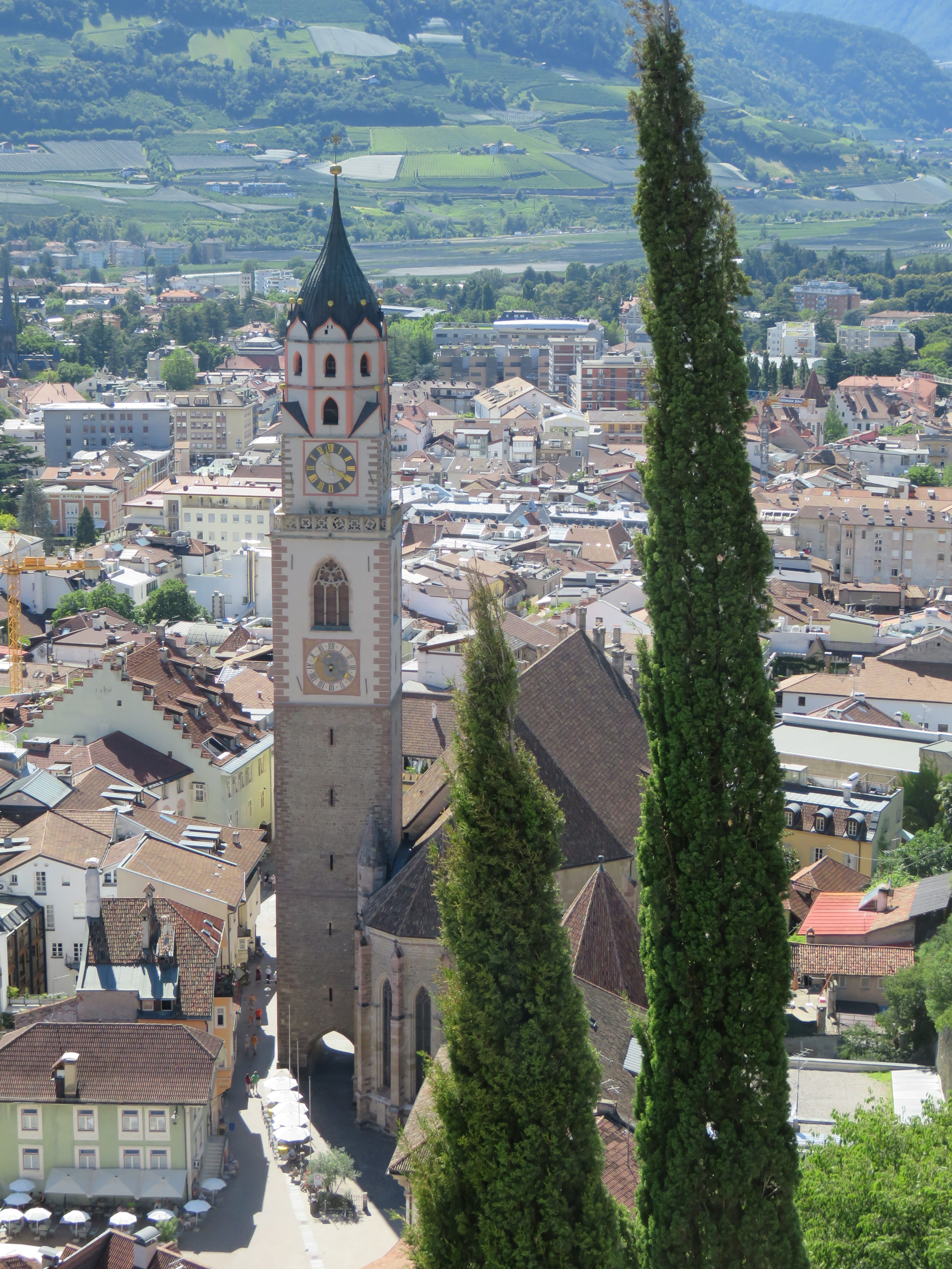
Panorama di Merano dalla torre. Il campanile del duomo.